# Will Sampson
William Sampson Jr. (27 de setembro de 1933 – 3 de junho de 1987) foi um pintor, ator e artista de rodeio da Nação Muscogee. Ele é mais conhecido por sua atuação como o aparentemente surdo e mudo Chefe Bromden no filme One Flew Over the Cuckoo's Nest de 1975 e como Cavalo Louco no western de 1977 The White Buffalo, bem como seus papéis como Taylor em Poltergeist II: The Other Side e Ten Bears em The Outlaw Josey Wales de 1976.

## Vida e carreira
William "Will" Sampson Jr., nascido no Condado de Okmulgee, Oklahoma, filho de William "Wiley" Sampson Sr. e Mabel Sampson (nascida Lewis), era cidadão da Nação Muscogee, uma tribo das Terras Florestais do Sudeste. Sampson Jr. teve pelo menos cinco filhos: Samsoche "Sam" e Lumhe "Micco" Sampson (da Sampson Brothers Duo), o ator Timothy "Tim" James Sampson, e Robert Benjamin Sampson. A Sampson Brothers Duo é conhecida por suas danças tradicionais de fantasia e grama. Seu filho Robert foi assassinado em Tulsa em 2013.

## Artista de rodeio
Sampson competiu em rodeios por cerca de 20 anos. Sua especialidade era a caça aos broncos, e ele estava no circuito de rodeios quando os produtores de One Flew Over the Cuckoo's Nest Saul Zaentz e Michael Douglas, estavam procurando um grande nativo americano para desempenhar o papel do Chefe Bromden. Sampson tinha 2,01 m de altura. O locutor de rodeio Mel Lambert mencionou Sampson a eles, e após longos esforços para encontrá-lo, eles o contrataram com base em uma entrevista. Ele nunca havia atuado antes.

## Ator
Os papéis mais notáveis de Sampson foram como Chefe Bromden em One Flew Over the Cuckoo's Nest e como Chefe Ten Bears The Outlaw Josey Wales e Taylor, o Curandeiro no filme de terror Poltergeist II. Ele teve um papel recorrente na série de TV Vega$ como Harlon Twoleaf, e estrelou os filmes Fish Hawk e Orca. Sampson apareceu na produção de Black Elk Speaks com a American Indian Theater Company em Tulsa, Oklahoma, onde David Carradine e outros atores nativos americanos (como Wes Studi e Randolph Mantooth) apareceram em produções teatrais. Ele também interpretou Cavalo Louco em The White Buffalo com Charles Bronson e o arquetípico Elevator Attendant no filme de Nicolas Roeg de 1985, Insignificance.

## Artista
Sampson era um artista visual. Sua grande pintura representando a Dança da Fita do Muscogee (Creek) está na coleção do Creek Council House Museum em Okmulgee, Oklahoma. Sua arte foi exibida no Gilcrease Museum e no Philbrook Museum of Art. Sampson criou uma série de pinturas intitulada: Escape of the Winged Mind que retrata a vida na Fronteira Americana. Uma pintura em particular é chamada: Buffalo Kill; e pode ser encontrada no livro Beyond Cuckoo's Nest: The Art and Life of William Sampson, Jr. Suas obras foram vendidas em leilões e galerias, incluindo a Pierson Gallery.

## Morte
Sampson sofria de esclerodermia, uma doença degenerativa crônica que afetava seu coração, pulmões e pele. Durante sua longa doença, seu peso caiu de 260 lb (120 kg) para 140 lb (64 kg), causando complicações relacionadas à desnutrição. Após passar por um transplante de coração e pulmão no Houston Methodist Hospital em Houston, ele morreu em 3 de junho de 1987, de insuficiência renal pós-operatória. Sampson tinha 53 anos. Ele foi enterrado no Graves Creek Cemetery em Hitchita, Oklahoma.

## Legado
Will Sampson Road, no Condado de Okmulgee (a leste da Rodovia 75 perto de Preston, Oklahoma), recebeu seu nome em sua homenagem.
Durante as filmagens de The White Buffalo, Sampson interrompeu a produção ao se recusar a atuar quando descobriu que os produtores haviam contratado atores brancos para interpretar nativos americanos no filme. Em 1983, com a ajuda de sua secretária pessoal Zoe Escobar, Sampson fundou o "American Indian Registry for the Performing Arts" para atores nativos americanos. Ele também atuou no conselho de diretores do registro.
O filho de Sampson, Tim Sampson, apareceu na quarta temporada do programa da FX It's Always Sunny in Philadelphia, no episódio "Sweet Dee Has a Heart Attack". O episódio homenageia o trabalho de Sampson como Chefe Bromden em One Flew Over the Cuckoo's Nest; Tim interpreta "Tonto" depois que Frank (Danny DeVito) é confundido com mentalmente incompetente e colocado em uma instituição.

## Filmografia

### Film
| Ano  | Título                                                         | Personagem                    | Notas              |
| ---- | -------------------------------------------------------------- | ----------------------------- | ------------------ |
| 1975 | Crazy Mama                                                     | Índio em Negociação           | Papel sem créditos |
| 1975 | One Flew Over the Cuckoo's Nest                                | Chefe Bromden                 |                    |
| 1976 | Buffalo Bill and the Indians, or Sitting Bull's History Lesson | O Intérprete / William Halsey |                    |
| 1976 | The Outlaw Josey Wales                                         | Ten Bears                     |                    |
| 1977 | The White Buffalo                                              | Cavalo Louco / Worm           |                    |
| 1977 | Orca                                                           | Umilak                        |                    |
| 1978 | Cowboysan                                                      | Chefe índio                   | Curta-metragem     |
| 1979 | Fish Hawk                                                      | Fish Hawk                     |                    |
| 1985 | Insignificance                                                 | Atendente de elevador         |                    |
| 1986 | Poltergeist II: The Other Side                                 | Taylor                        |                    |
| 1986 | Firewalker                                                     | Tall Eagle                    |                    |

### Televisão
| Ano       | Título                             | Personagem          | Notas                                         |
| --------- | ---------------------------------- | ------------------- | --------------------------------------------- |
| 1977      | Relentless                         | Sam Watchman        | Telefilme da CBS                              |
| 1977      | The Hunted Lady                    | Tio George          | Telefilme da NBC                              |
| 1978      | Standing Tall                      | Lonny Moon          | Telefilme da NBC                              |
| 1978–1979 | Vega$                              | Harlon Two-Leaf     | 6 episódios                                   |
| 1979      | From Here to Eternity              | Sgt. Cheney         | Não deve ser confundido com o spinoff de 1980 |
| 1980      | Alcatraz: The Whole Shocking Story | Pai de Clarence     | Telefilme da NBC                              |
| 1982      | Born to the Wind                   | Urso Pintado        |                                               |
| 1982      | The Great Spirit within the Hole   | Narrador            | Twin Cities Public Television                 |
| 1983–1984 | The Yellow Rose                    | John Strongheart    | 7 episódios                                   |
| 1984      | The Mystic Warrior                 | Evan Freed          | Minissérie da ABC                             |
| 1985      | Wildside                           | Touro Sentado Falso | Episódio: "Buffalo Who?"                      |
| 1986      | Roanoak                            | Wingina             | Minissérie                                    |
| 1986      | Tall Tales & Legends               | Chefe               | Episódio: "Johnny Appleseed"                  |
| 1987      | The Gunfighters                    | Passageiro de trem  | Telefilme; último papel                       |

## Prêmios e indicações
| Ano  | Associações  | Categoria                                 | Nomeações | Resultado |
| ---- | ------------ | ----------------------------------------- | --------- | --------- |
| 1980 | Genie Awards | Melhor Performance de um Ator Estrangeiro | Fish Hawk | Indicado  |